# تولی اورقو
تولی اورقو (به اسپانیایی: Tawlli Urqu) یک کوه در پرو است که در منطقه آیاکوچو واقع شده‌است. تولی اورقو ۴٬۰۰۰ متر بالاتر از سطح دریا واقع شده‌است.